# Орьнек

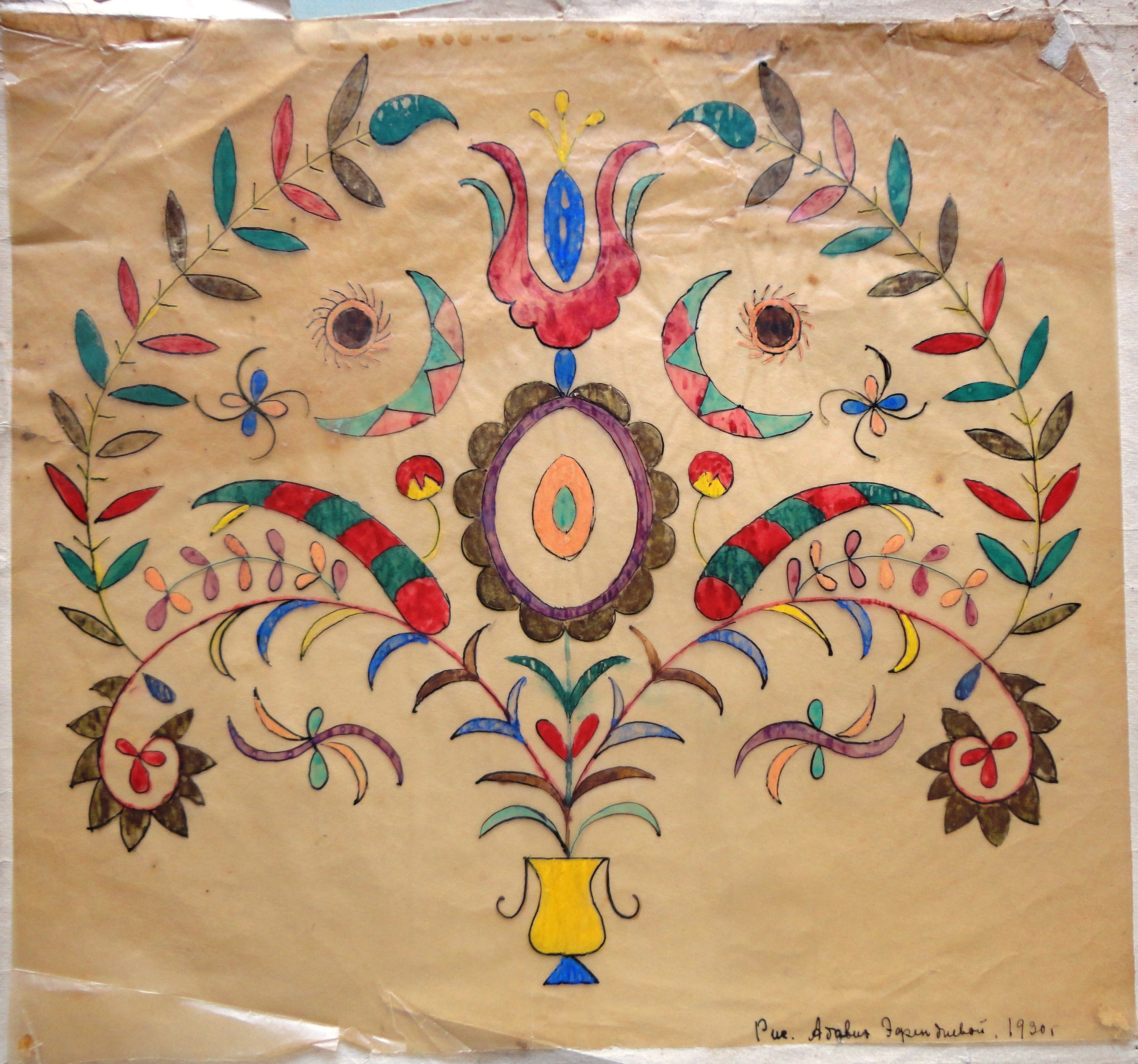
Орьнек на рисунке Адавие Эфендиевой (1920)

Орьнек (крымскотат. Örnek, в переводе «узор») — национальный крымскотатарский орнамент.
Орнамент содержит в себе объединённые в композицию мелкие элементы, преимущественно растительного и геометрического характера симметричного и асимметричного расположения. Основной символикой является изображение цветов и деревьев в оттенках розового, зелёного, жёлтого и синего цветов.
Орнамент используются как элемент декора национальной одежды, обуви, головных уборов, а также в ювелирных украшениях, на керамической и металлической посуде, изделиях из древесины, домашнем оборудовании, в отделке мебели, ковровых покрытиях.
В феврале 2018 года внесён в Национальный перечень элементов нематериального культурного наследия Украины.

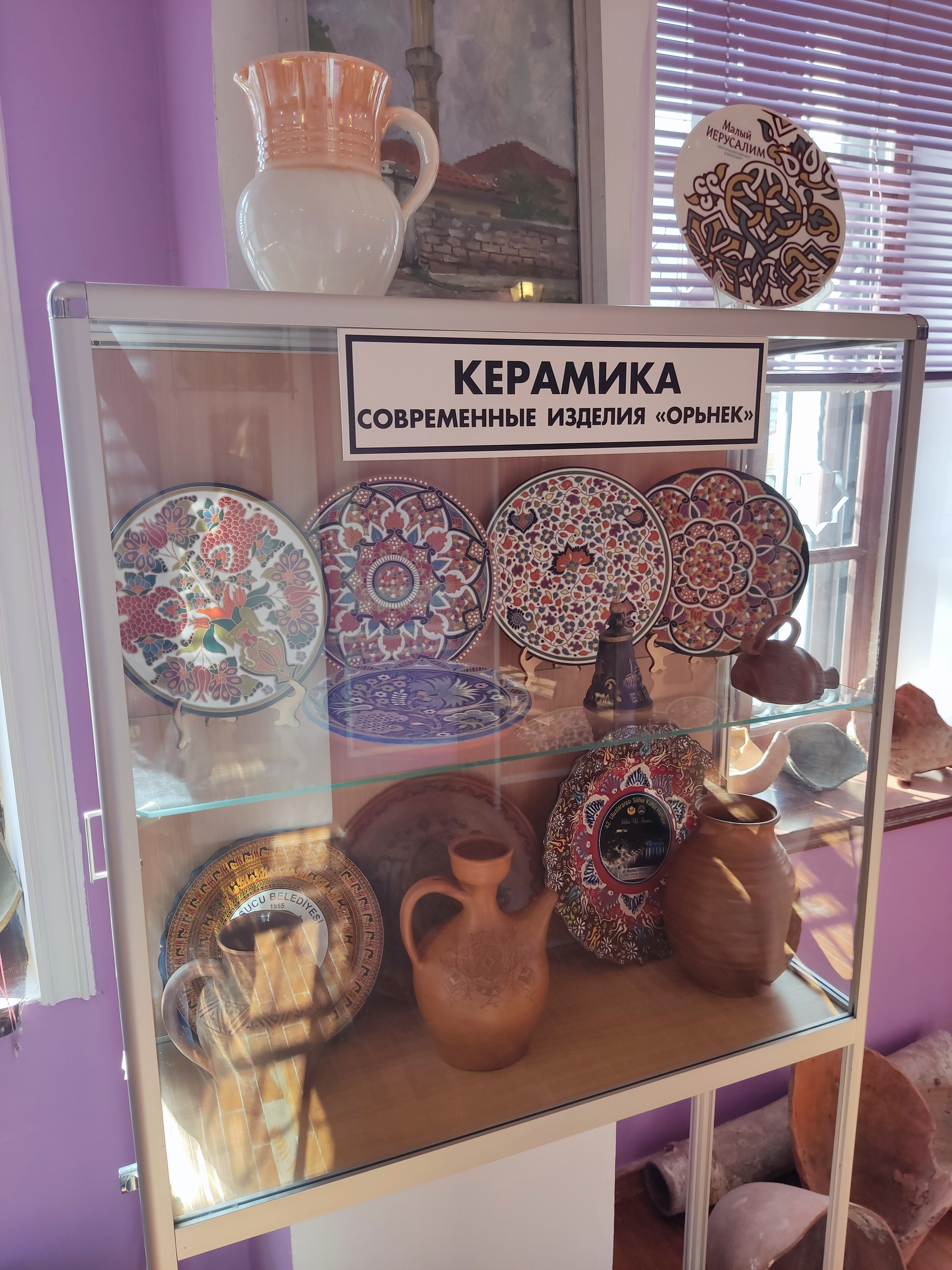
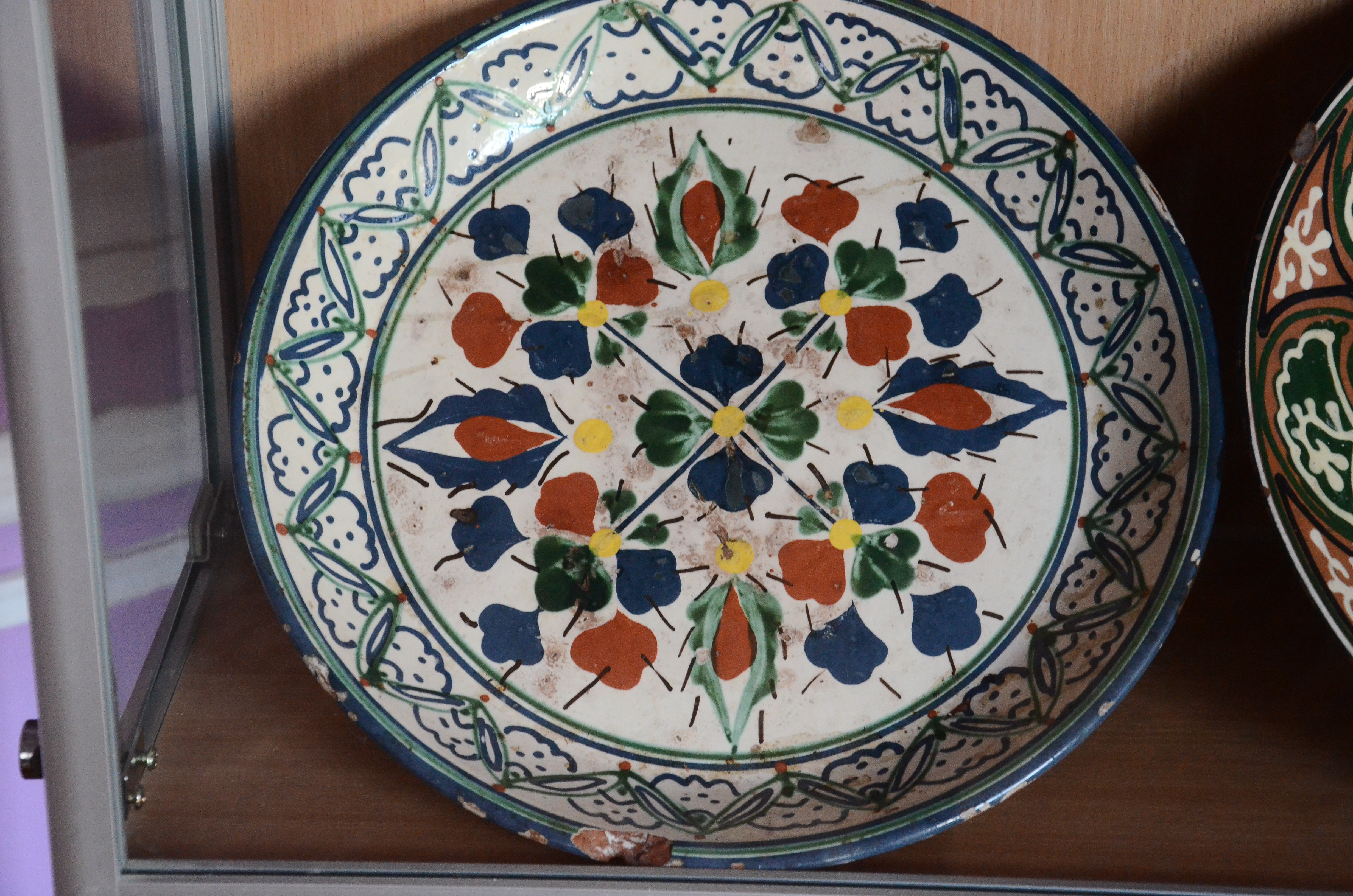
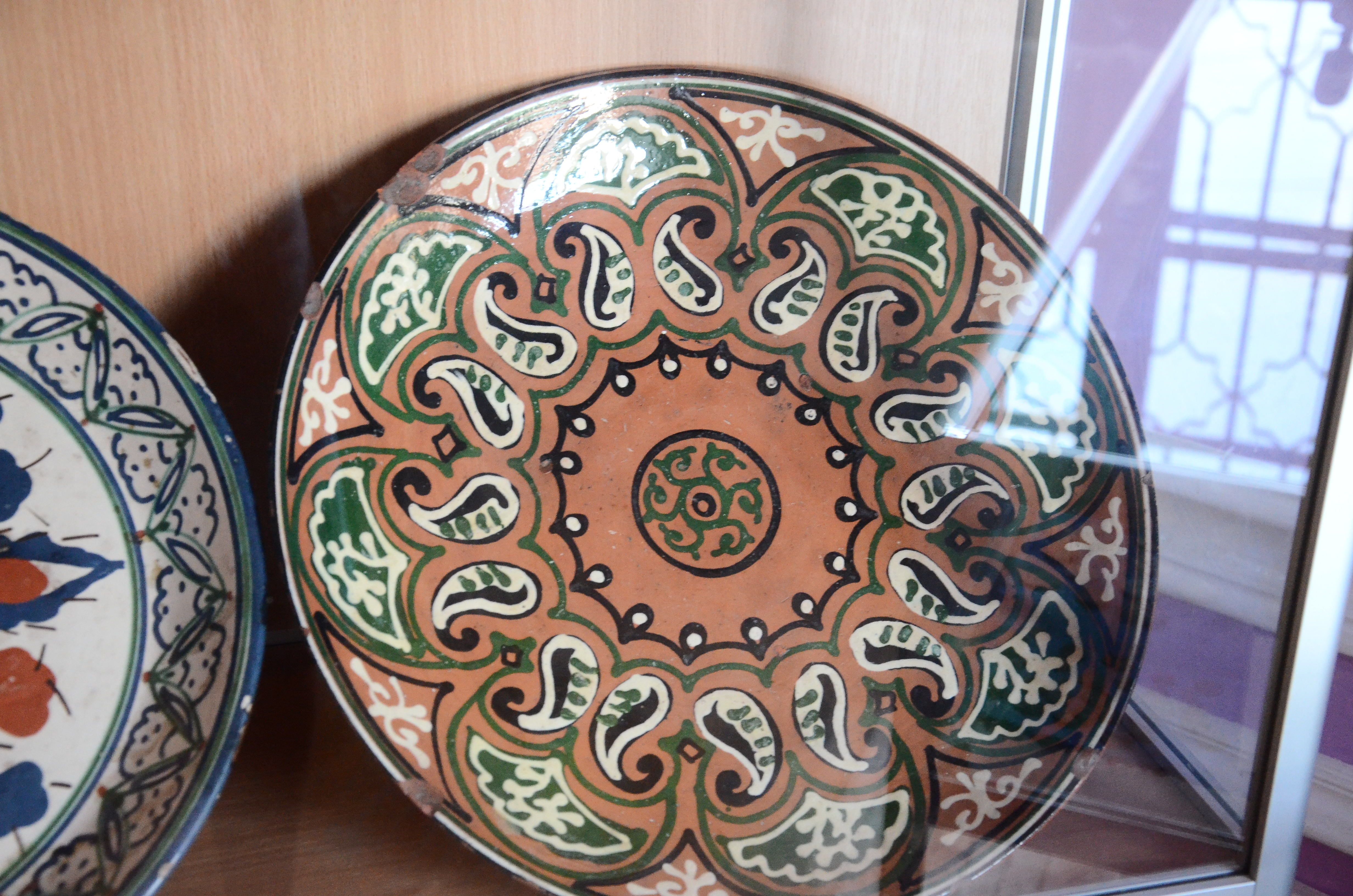